# Giải vô địch bóng đá nữ châu Phi 2010
Giải vô địch bóng đá nữ châu Phi 2010 diễn ra tại Nam Phi từ 31 tháng 10 đến 14 tháng 11 năm 2010. Giải được tổ chức nhằm chọn ra hai đại diện của khu vực châu Phi tham dự Giải vô địch bóng đá nữ thế giới 2011.

## Vòng loại
Có 23 đội tuyển tham dự vòng loại. Ở vòng sơ loại, 18 đội tuyển có thứ hạng thấp nhất được phân cặp. Chín đội tuyển đi tiếp, cùng năm đội tuyển được miễn vòng sơ loại, được chia thành bảy cặp. Bảy đội chiến thắng lọt vào vòng chung kết.

## Vòng chung kết

### Vòng một

#### Bảng A
Giờ thi đấu là SAST (UTC+2)
| Đội      | Tr | T | H | B | BT | BB | HS | Đ |
| -------- | -- | - | - | - | -- | -- | -- | - |
| Nigeria  | 3  | 3 | 0 | 0 | 10 | 1  | +9 | 9 |
| Nam Phi  | 3  | 2 | 0 | 1 | 7  | 3  | +4 | 6 |
| Mali     | 3  | 1 | 0 | 2 | 3  | 11 | −8 | 3 |
| Tanzania | 3  | 0 | 0 | 3 | 3  | 8  | −5 | 0 |

| Nam Phi                          | 2–1      | Tanzania     |
| -------------------------------- | -------- | ------------ |
| Popela 35' · Mamello 87' (ph.đ.) | Chi tiết | Chabruma 43' |

| Nigeria                                         | 5–0      | Mali |
| ----------------------------------------------- | -------- | ---- |
| Nkwocha 15', 16', 42' · Mbachu 70' · Ordega 84' | Chi tiết |      |

| Nam Phi     | 1–2      | Nigeria          |
| ----------- | -------- | ---------------- |
| van Wyk 44' | Chi tiết | Nkwocha 33', 39' |

| Mali                                  | 3–2      | Tanzania                    |
| ------------------------------------- | -------- | --------------------------- |
| Konate 25' · Diarra 31' · N'diaye 67' | Chi tiết | Mwasikili 30' · Swalehe 32' |

| Mali | 0–4      | Nam Phi                             |
| ---- | -------- | ----------------------------------- |
|      | Chi tiết | Amanda 32', 76', 90' · Jermaine 84' |

| Tanzania | 0–3      | Nigeria                           |
| -------- | -------- | --------------------------------- |
|          | Chi tiết | Nkwocha 12', 32' · Oparanozie 82' |

#### Bảng B
| Đội             | Tr | T | H | B | BT | BB | HS | Đ |
| --------------- | -- | - | - | - | -- | -- | -- | - |
| Guinea Xích Đạo | 3  | 2 | 1 | 0 | 6  | 3  | +3 | 7 |
| Cameroon        | 3  | 2 | 1 | 0 | 6  | 4  | +2 | 7 |
| Ghana           | 3  | 1 | 0 | 2 | 4  | 6  | −2 | 3 |
| Algérie         | 3  | 0 | 0 | 3 | 2  | 5  | −3 | 0 |

| Guinea Xích Đạo       | 2–2      | Cameroon                     |
| --------------------- | -------- | ---------------------------- |
| Jade 2' · Jumária 30' | Chi tiết | Patiance 45+1' · Michele 57' |

| Algérie   | 1–2      | Ghana          |
| --------- | -------- | -------------- |
| Ouadah 4' | Chi tiết | Agnes 62', 73' |

| Guinea Xích Đạo | 1–0      | Algérie |
| --------------- | -------- | ------- |
| Chinasa 31'     | Chi tiết |         |

| Ghana     | 1–2      | Cameroon                      |
| --------- | -------- | ----------------------------- |
| Agnes 31' | Chi tiết | Manie 24' · Ngo-Ndoumbouk 37' |

| Ghana             | 1–3      | Guinea Xích Đạo                                   |
| ----------------- | -------- | ------------------------------------------------- |
| Agnes 40' (ph.đ.) | Chi tiết | Añonma 12' (ph.đ.) · S. Simporé 58' · Chinasa 68' |

| Cameroon                  | 2–1      | Algérie      |
| ------------------------- | -------- | ------------ |
| Onguene 50' · Ejangue 65' | Chi tiết | Bouhenni 55' |

### Vòng đấu loại trực tiếp
|  | Bán kết         | Bán kết         |               |   | Chung kết | Chung kết |
|  |                 |                 |               |   |           |           |
|  | 11 tháng 11     |                 |               |   |           |           |
|  |                 |                 |               |   |           |           |
|  | Nigeria         | 5               |               |   |           |           |
|  | Nigeria         | 5               | 14 tháng 11   |   |           |           |
|  | Cameroon        | 1               |               |   |           |           |
|  | Cameroon        | 1               | Nigeria       | 4 |           |           |
|  | 11 tháng 11     |                 | Nigeria       | 4 |           |           |
|  |                 | Guinea Xích Đạo | 2             |   |           |           |
|  | Guinea Xích Đạo | Guinea Xích Đạo | 2             | 3 |           |           |
|  | Guinea Xích Đạo |                 |               | 3 |           |           |
|  | Nam Phi         | 1               |               |   |           |           |
|  | Nam Phi         | 1               | Tranh hạng ba |   |           |           |
|  |                 |                 |               |   |           |           |
|  | 14 tháng 11     |                 |               |   |           |           |
|  |                 |                 |               |   |           |           |
|  | Cameroon        | 0               |               |   |           |           |
|  | Cameroon        | 0               |               |   |           |           |
|  | Nam Phi         | 2               |               |   |           |           |

#### Bán kết
| Nigeria                                                             | 5–1      | Cameroon  |
| ------------------------------------------------------------------- | -------- | --------- |
| Helen Ukaonu 33' · Oparanozie 45+1' · Nkwocha 58', 74', 81' (ph.đ.) | Chi tiết | Ngock 47' |

| Guinea Xích Đạo                   | 3 – 1 (s.h.p.) | Nam Phi      |
| --------------------------------- | -------------- | ------------ |
| S. Simporé 103', 125' · Jade 109' | Chi tiết       | Dlamini 128' |

#### Tranh hạng ba
| Cameroon | 0–2      | Nam Phi                |
| -------- | -------- | ---------------------- |
|          | Chi tiết | Skiti 8' · Dlamini 38' |

#### Chung kết
| Nigeria                                                         | 4–2      | Guinea Xích Đạo      |
| --------------------------------------------------------------- | -------- | -------------------- |
| Nkwocha 8' · Oparanozie 76' · Nke 77' (l.n.) · Carol 84' (l.n.) | Chi tiết | Carol 62' · Jade 81' |